# Harpullia arborea
Harpullia arborea là một loài thực vật có hoa trong họ Bồ hòn. Loài này được (Blanco) Radlk. mô tả khoa học đầu tiên năm 1886.

## Hình ảnh

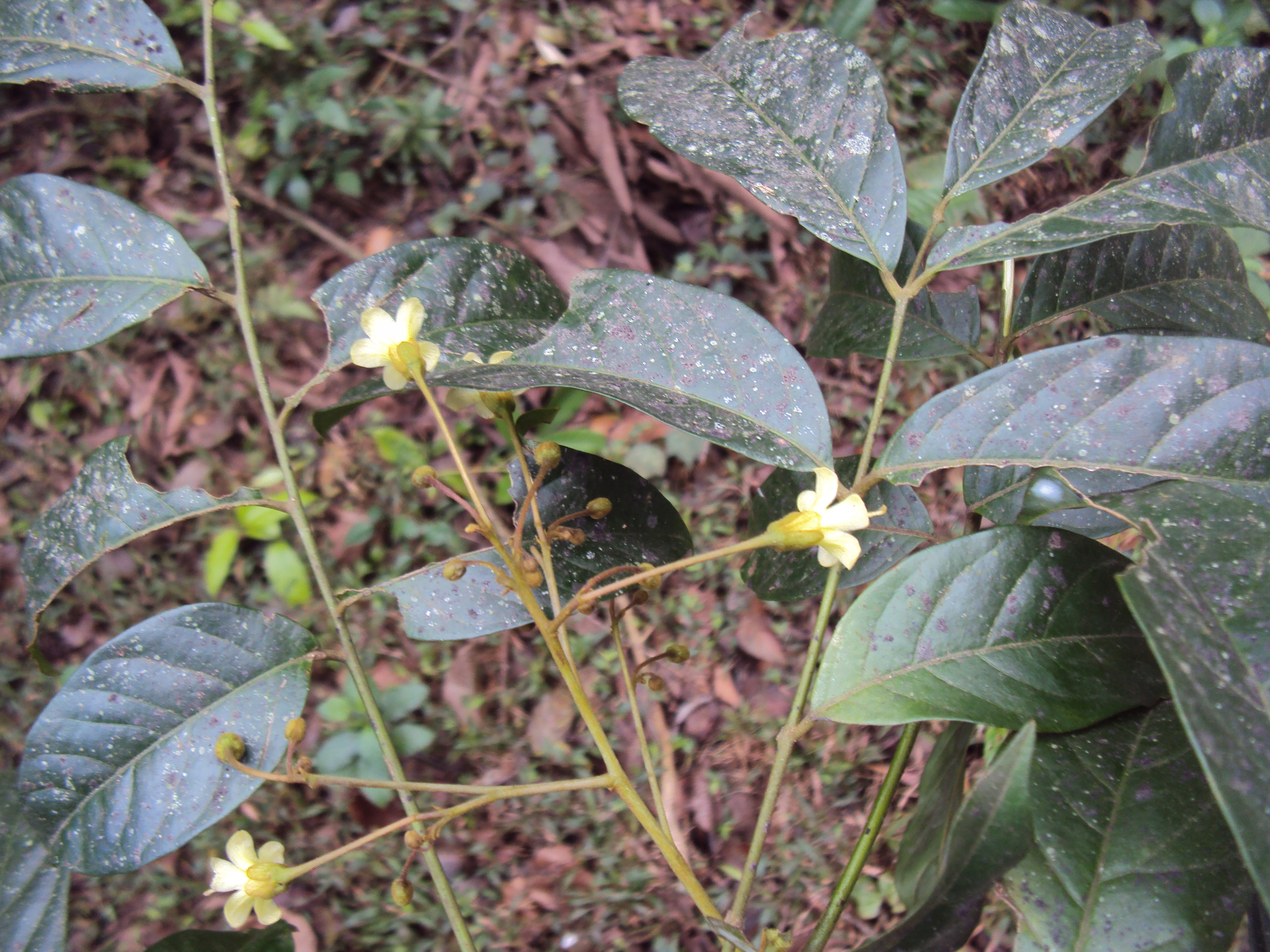
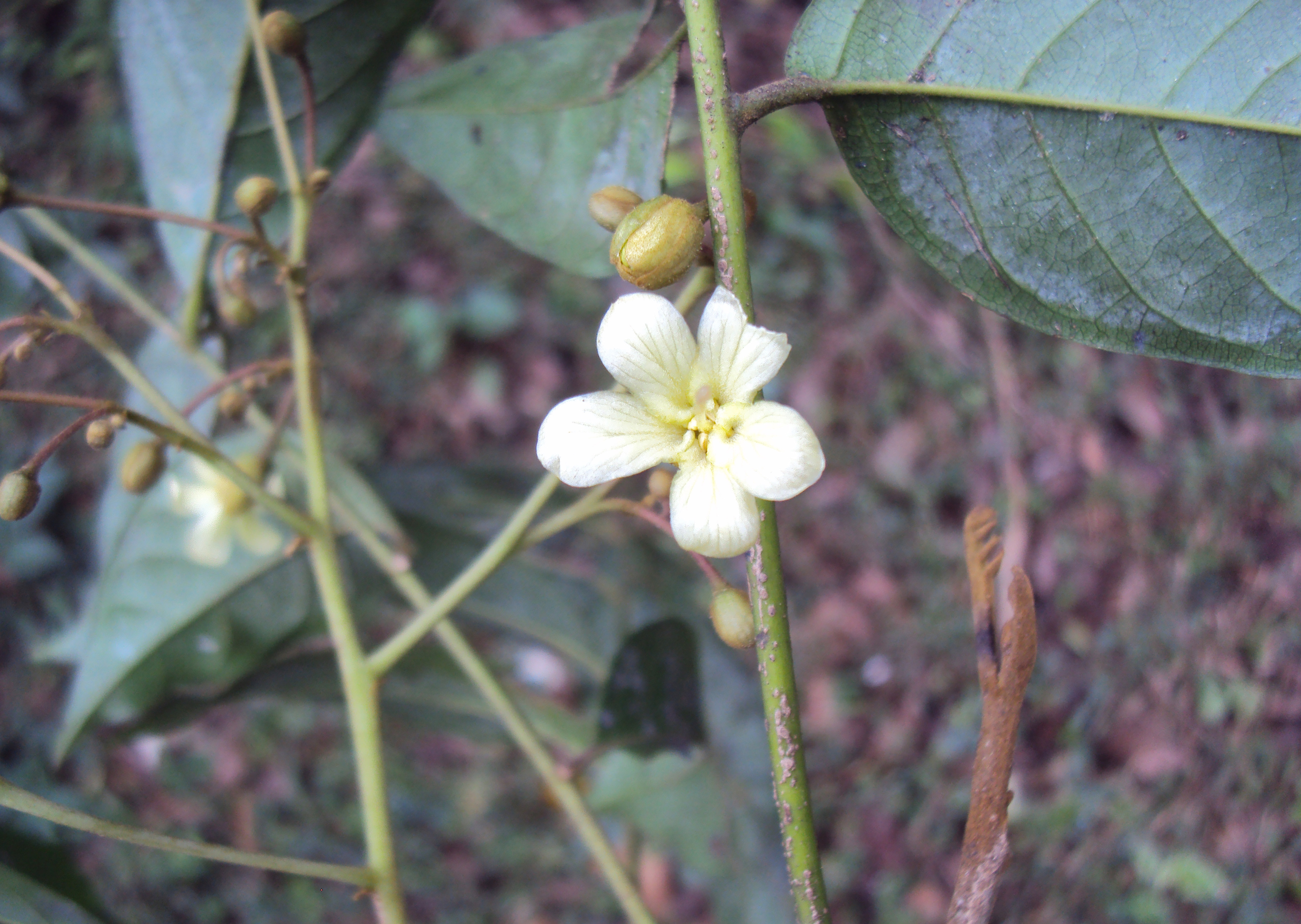
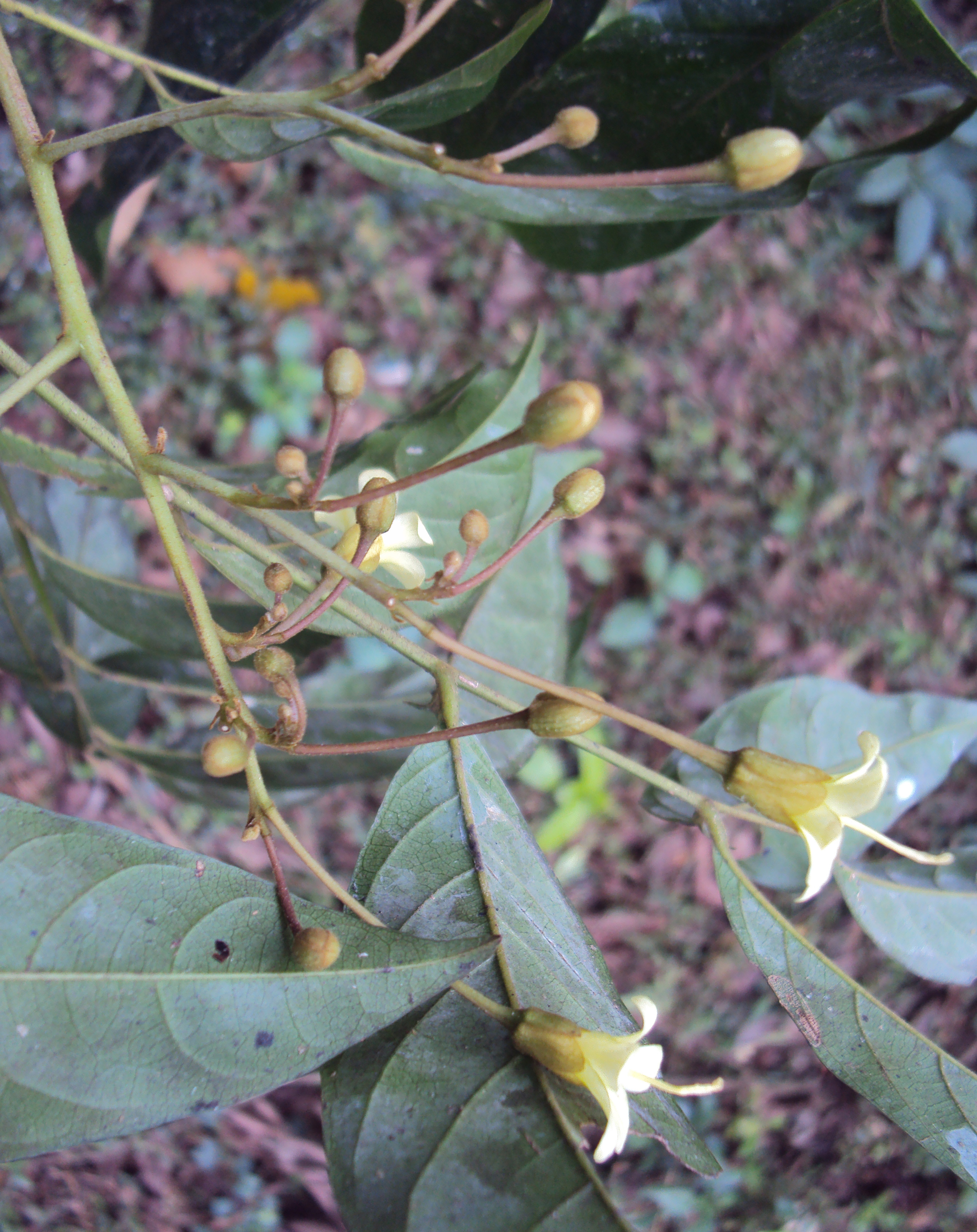
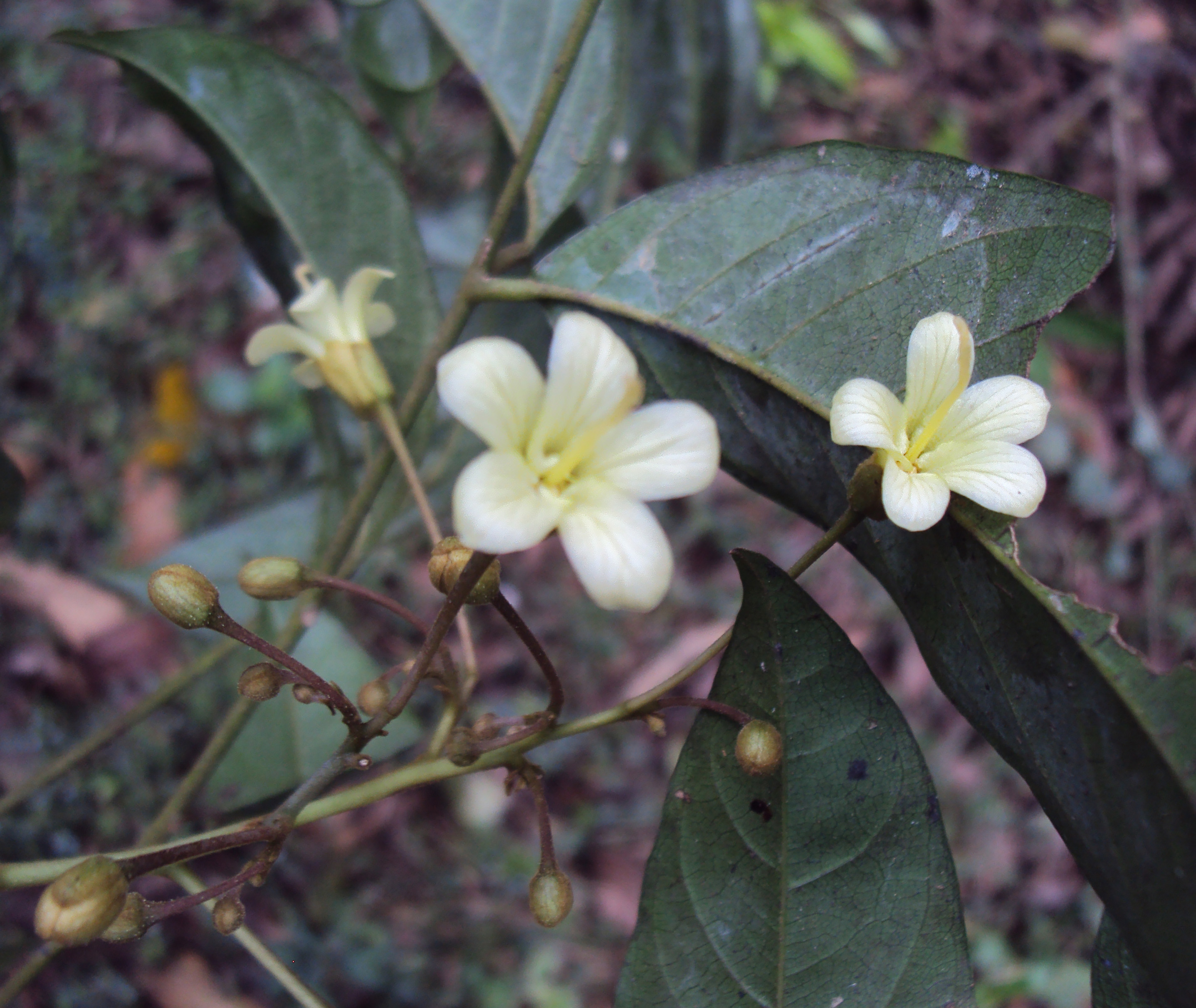